# Bankhaus Hafner
Die Bankhaus Anton Hafner KG (umgangssprachlich auch Bankgeschäft Anton Hafner oder Hafnerbank Augsburg genannt) ist eine Privatbank in der Rechtsform einer Kommanditgesellschaft mit Hauptsitz in Augsburg. Das Bankhaus ist vorwiegend im Regionalmarkt aktiv und besitzt jeweils eine Filiale in Dinkelscherben und Zusmarshausen.

## Unternehmensgeschichte

### Gründung
Kurz nach dem Ausbruch des Ersten Weltkrieges wurde am 17. November 1914 das Privatbankgeschäft von Anton Hafner (* 1881 in Dinkelscherben; † 1950) gegründet. Er lernte mit 13 Jahren in Augsburg in der damaligen Stahlmann’schen Handelsschule die kaufmännischen Grundbegriffe und absolvierte in einer der 30 Privatbanken der Stadt seine Banklehre. Mit einem Startkapital von 30.000 Mark eröffnete er mit 33 Jahren das Bankgeschäft.
Nach dem Krieg erwarb Anton Hafner das Anwesen in der zentralen Lage Augsburgs. Bereits 1920 eröffnete das Bankhaus Hafner eine Filiale in Zusmarshausen, ursprünglich in einem Nebenzimmer des Hotels Krone. Heute verfügt die Bank über eigene Räume am Marktplatz.

### Währungsreform, Kriegswirren und Neuanfang
Den wirtschaftlichen Höhen und Tiefen der 1920er und 1930er Jahre fielen fast alle in Augsburg ansässigen Privatbanken zum Opfer. Die Hafner-Bank konnte jedoch nach der zwangsweisen Auflösung der Augsburger Wertpapierbörse durch die Nationalsozialisten im Jahre 1934 die Mitgliedschaft der Münchner Wertpapierbörse erwerben und so kostengünstig ihr lebhaftes Effektengeschäft abwickeln. Bis heute ist die Bank dort Mitglied.
Nach der Währungsreform 1948 konnte die Bank nur noch ein Eigenkapital von 24.539,90 DM ausweisen. Der folgende Wirtschaftsaufschwung trug zur Selbstständigkeit des Instituts bei. Die Ausgabe von Volksaktien, wie der VW-Aktie 1961 und der VEBA-Aktie 1965 brachte der Bank einen großen Aufschwung dieses Geschäftszweiges. Weit über Augsburg hinaus hat sich die Bank einen besonders guten Ruf im Handel mit Gold- und Silbermünzen erworben.

### Die nächste Generation
Nach dem Tod des Firmengründers übernahmen im Jahr 1950 seine Söhne Hans und Anton die Bank und führten sie als offene Handelsgesellschaft weiter. 1966 wurde in Dinkelscherben eine weitere Filiale eröffnet.
Während Hans Hafner für die innerbetrieblichen Belange verantwortlich war, pflegte der jüngere Bruder Anton Hafner vorwiegend den Kontakt mit Kunden und sorgte für den Ausbau der Filialen. Beide haben bis ins hohe Alter in der Bank gearbeitet. Im Jahr 1979 trat der Enkel des Gründers, Anton Hafner, als Mitinhaber und Geschäftsführer in die Bank ein. Heute führt er die Tradition des Hauses fort und zeichnet für das operative Geschäft verantwortlich. Zum weiteren Geschäftsführer, verantwortlich für den Bereich Marktfolge, wurde Mitte 2018 als Nachfolger von Clemens Beißer, der sich in den Ruhestand verabschiedete, Wolfgang Illig bestellt.
Mit den Brüdern Christian und Thomas Hafner, als weitere Mitinhaber und Geschäftsführer, ist auch in vierter Generation die Nachfolge und Weiterführung der Bank gesichert.
Im März 2011 erfolgte die Umwandlung des bisher in der Rechtsform einer offenen Handelsgesellschaft geführten Bankhauses in eine Kommanditgesellschaft mit Herrn Anton Hafner als persönlich haftendem Gesellschafter.

## Produkte
Die Grundlage der Ausrichtung bilden das Einlagen- und Wertpapiergeschäft und in überschaubarem Maße das Kreditgeschäft mit Privat- und Firmenkunden.

## Aktuelle Geschäftszahlen
Entsprechend dem im elektronischen Bundesanzeiger veröffentlichten Jahresabschluss zum 31. Dezember 2016 beträgt die Bilanzsumme 839.731.885,77 Euro (Vorjahr: 815.460 Tsd. Euro) und der Jahresüberschuss 9.012.171,10 Euro (Vorjahr: 8.713.830 Tsd. Euro).